# VII династия
Согласно царскому списку Манефона, к эпохе Древнего царства относилось также правление так называемой VII династии — «семидесяти царей, которые правили 70 дней». Династию эту часто считают ложной и незаконной, и именно отсюда вышло утверждение, что с падением VI династии (около 2157—2155 гг. до н. э.) наступило время смут.